# Jean-Claude Peigné
Jean-Claude Peigné, né le 12 août 1942 à Blois, est un footballeur français.

## Biographie
Il évolue toute sa carrière à l'AAJ Blois au poste de gardien de but. Il dispute 55 matchs en Division 2 avec cette équipe.
Il est quart de finaliste de la Coupe de France en 1971, en étant battu par l'Olympique de Marseille. Il est le gardien de l'AJJB et encaisse treize buts en deux matchs.
Retraité à Mesnard-la-Barotière, Jean-Claude Peigné est vendeur de moissonneuses et de tracteurs à La Chaussée après avoir raccroché les crampons.